# Micraira inserta
Micraira inserta är en gräsart som beskrevs av Michael Lazarides. Micraira inserta ingår i släktet Micraira och familjen gräs. Inga underarter finns listade i Catalogue of Life.